# Gwiazdy długich nocy
Gwiazdy długich nocy (tyt. oryg. Yjet e netëve të gjata) – albański film fabularny z roku 1972 w reżyserii Viktora Gjiki.

## Opis fabuły
Akcja filmu rozgrywa się w czasie II wojny światowej. Tafil, syn Pashako ginie w walce z okupantem. We wsi, w której mieszka Pashako władze okupacyjne przeprowadzają dochodzenie, próbując dociec z której rodziny pochodził zabity partyzant. Żadna z rodzin nie chce współpracować z okupantem. Wieś dotykają represje, ale Pashako postanawia się zemścić.
Film realizowano w Korczy.

## Obsada
- Tinka Kurti jako Pashako
- Pandi Raidhi jako Ago Begoja
- Sandër Prosi jako Vrana Vlonjati
- Llazi Sërbo jako Dajlan, syn Pashako
- Esat Teliti jako Meto, syn Pashako
- Petrika Riza jako Naim
- Lec Shllaku jako Oberstürmfuhrer
- Eglantina Kume jako panna młoda
- Ilia Shyti jako Zeko
- Dhimitër Orgocka jako Bato Kolaneci, komisarz oddziału
- Rikard Ljarja jako żandarm Adil
- Jani Riza jako włoski żandarm Antonio
- Thimi Filipi jako żandarm Dhori
- Niko Kanxheri jako Marko Bojalliu
- Guri Kamenica jako Sulo Këga
- Sheri Mita jako Xhelo Paterica
- Kadri Piro jako oficer włoski
- Nazif Tale jako Kopi Devalliu
- Jani Skorovoti jako Tafil
- Sokol Çami jako Reshat
- Justina Aliaj
- Vera Grabocka
- Dhimitra Plasari